# Kunming Airlines
Kunming Airlines (昆明航空公司) es una aerolínea china con sede en Kunming, Yunnan, establecida en 2005.

## Historia
En noviembre de 2005 se informó de que Sichuan Airlines invertiría US$4 millones para adquirir una participación del 40% en Kunming Airlines. Los pilotos serían proporcionados por Sichuan Airlines y los inversores privados Wang Qingmin y Wang Hui invertiría en los restantes 40 y 20% de las acciones, respectivamente.
En diciembre de 2005, la Administración de Aviación Civil de China (CAAC) anunció la aprobación de las operaciones de la línea aérea privada Kunming Airlines, que contaba con un capital registrado de 80 millones de yuanes, y que su base era el Aeropuerto Internacional de Kunming-Wujiaba.
A partir de enero de 2009, Kunming Airlines es 80 por ciento propiedad de Shenzhen Airlines con el 20% restante propiedad de un empresario local, con un capital registrado total de 80 millones de yuanes. La nueva aerolínea recibió dos aviones B737-700 y un B737-800 así como 30 pilotos y 26 asistentes de vuelo de Shenzhen Airlines.
La aerolínea inició sus operaciones el 15 de febrero de 2009 entre Kunming a Changsha y Harbin.

## Destinos
Kunming vuela a 51 destinos en la República Popular China.

## Flota
La flota de Kunming Airlines consiste en los siguientes aviones, con una edad media de 5.7 años (a julio de 2022):
En 2014 Kunming Airlines acordó la compra de 10 aviones Boeing 737 (4 Boeing 737-700 Next Gen y 6 Boeing 737 MAX) en un acuerdo de US$897 millones.